# گل‌نبشته‌های باروی تخت جمشید
گل‌نبشته‌های باروی تخت جمشید کتابی است که توسط عبدالمجید ارفعی به فارسی ترجمه و در سال ۱۳۸۷  توسط مرکز دائره‌المعارف بزرگ اسلامی (مرکز پژوهشهای ایرانی و اسلامی) منتشر شده است. این کتاب در مراسم کتاب سال جمهوری اسلامی ایران به‌عنوان کتاب برگزیده معرفی شد.